# NGC 4813
NGC 4813 este o galaxie seyfert de tip 2⁠(d) situată în constelația Fecioara. A fost descoperită în 23 martie 1789 de către William Herschel. Se află la o distanță de 18,04 megaparseci de Pământ.